# Coll d'Aubi
El Coll d'Aubi és una collada de 1.569,1 metres d'altitud del poble de Montcalb, al terme municipal de Guixers, a la Vall de Lord, a la comarca del Solsonès.
Està situat al nord-est del terme de Guixers, al vessant meridional de la Serra dels Prats, al nord de l'Espluga i a llevant del Coll dels Prats. És a la dreta de l'Aigua de Llinars en la part superior del seu curs.